# Rye (鹿乃のアルバム)
『rye』は鹿乃の3rdアルバム。2018年12月19日にインペリアルレコードから発売された。

## 概要
2ndアルバム『アルストロメリア』から約1年ぶりのリリースで、テイチクエンタテインメント移籍後初のアルバム。CD+DVDの初回生産限定版と、CDのみの通常版の2種類でリリースされた。
CDはオリジナル楽曲が収録されたオリジナル盤とVOCALOID楽曲をアコースティックバージョンとして収録したカバー盤の2枚構成 。
『「Q」&「A」』のMVには鹿乃と交流のある最上もがが出演している 。

## 収録曲

### オリジナル盤
1. 「Q」&「A」
  - 作詞・作曲:じん 、編曲:グシミヤギヒデユキ
  - TBS/MBS系全国ネット「プレバト!!」2018年12～2019年1月度EDテーマ
  - テレビ埼玉/ニコニコ生放送「LIPSS〜イノセントな囁き〜」2019年1・2月度OPテーマ
2. 春に落ちて
  - 作詞・作曲・編曲:keeno
  - TVアニメ「実験品家族 -クリーチャーズ・ファミリー・デイズ-」EDテーマ
3. さよなら、アダムとイヴ
  - 作詞・作曲・編曲:ゆうゆ
4. なんで
  - 作詞:鹿乃 、作曲・編曲:堀江晶太
5. loop loop loop
  - 作詞:鹿乃 、作曲・編曲:Coch
6. HOPE
  - 作詞:Mitsu（TRYTONELABO） 、作曲:内海孝彰（TRYTONELABO） 、編曲:すこっぷ
  - TVアニメ「狐狸之声」EDテーマ
7. Paddling Blue
  - 作詞・作曲・編曲:ハヤシケイ

### カバー盤
1. ハロ／ハワユ
  - 作詞・作曲:ナノウ、編曲:金井央希
2. 想像フォレスト
  - 作詞・作曲:じん、編曲:佐藤 豊
3. 六兆年と一夜物語
  - 作詞・作曲:kemu、編曲:佐藤 豊
4. 小夜子
  - 作詞・作曲:みきとP、編曲:佐藤 豊
5. メリーメリー
  - 作詞・作曲:一億円P、編曲:金井央希
6. クライヤ
  - 作詞・作曲:すこっぷ、編曲:金井央希
7. ピエロ
  - 作詞・作曲:ハヤシケイ、編曲:佐藤 豊

### 初回限定盤DVD
- 春に落ちて (MUSIC VIDEO)
- HOPE (MUSIC VIDEO)
- 「Q」&「A」(MUSIC VIDEO)